# Jaume Plensa

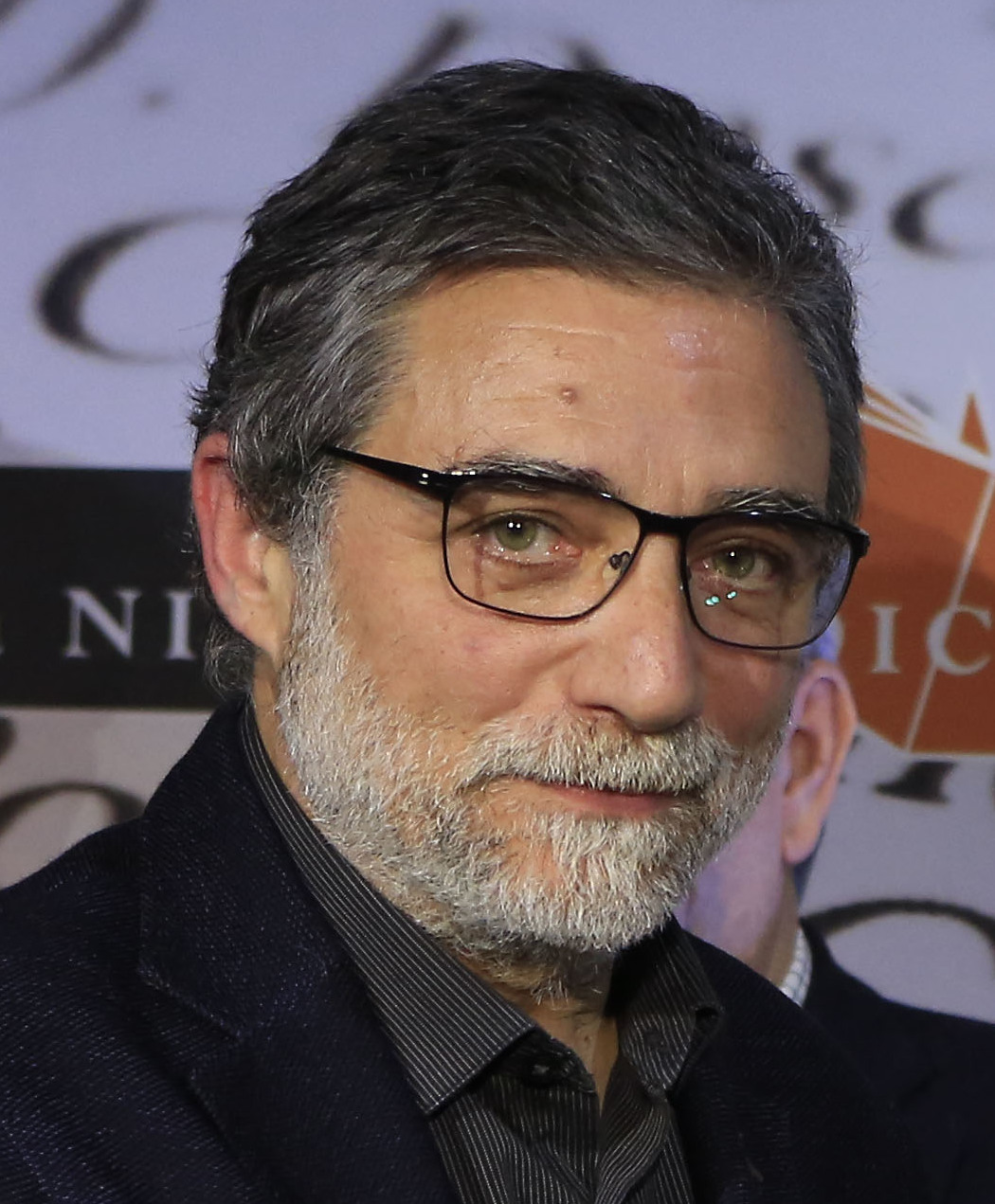
Jaume Plensa em 2017.

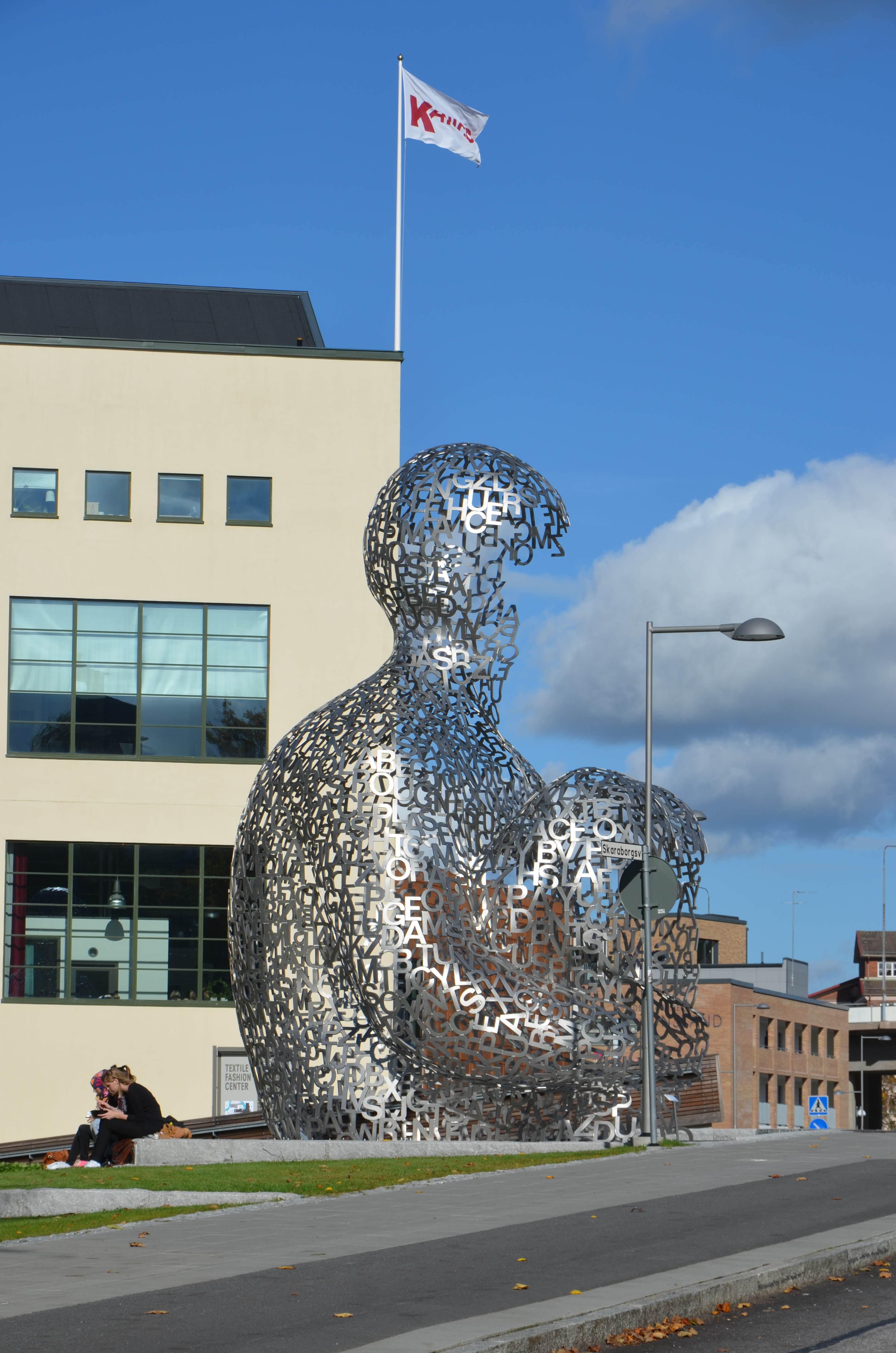
House of Knowledge (Casa do Conhecimento) em Borås, na Suécia

Jaume Plensa (pronúncia catalã: /ˈʒawmə ˈpɫɛnsə/; nascido em 1955) é um artista e escultor espanhol.

## Biografia
Plensa nasceu em Barcelona, Catalunha, local onde estudou arte, na Escola de Llotja e na Escola Superior de Belles Arts de Sant Jordi.
Seus trabalhos incluem a Fonte Crown (en) no Millennium Park, em Chicago, Illinois, Estados Unidos. Foi inaugurada em julho de 2004. A fonte é composta de granito preto que reflete a piscina, colocado entre um par de torres de tijolos de vidro. As torres são de cinquenta pés (15 metros) de altura, e elas usam diodos emissores de luz (LEDs) para exibir vídeos digitais nas faces internas.
Outra peça de Plensa é Blake in Gateshead, no nordeste da Inglaterra, um raio laser que, em ocasiões especiais, brilha alto no céu noturno do Centro Báltico de Arte Contemporânea  em Gateshead. No verão de 2007 participou na exposição de arte pública em Chicago, o Cool Globes: Hot Ideas for a Cooler Planet.

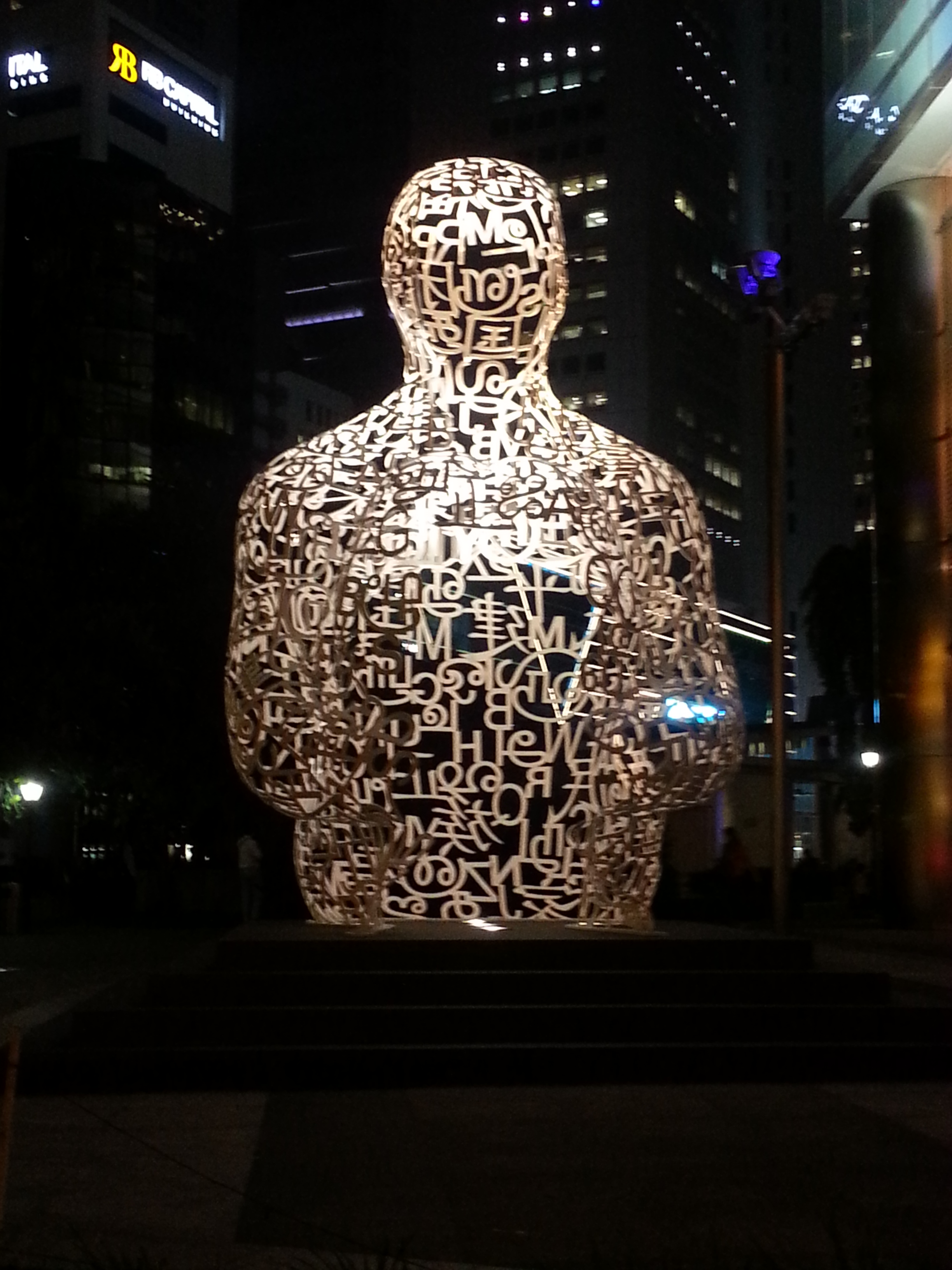
Singapore Soul (Alma de Singapura) no Ocean Financial Centre, Singapura, em 2011

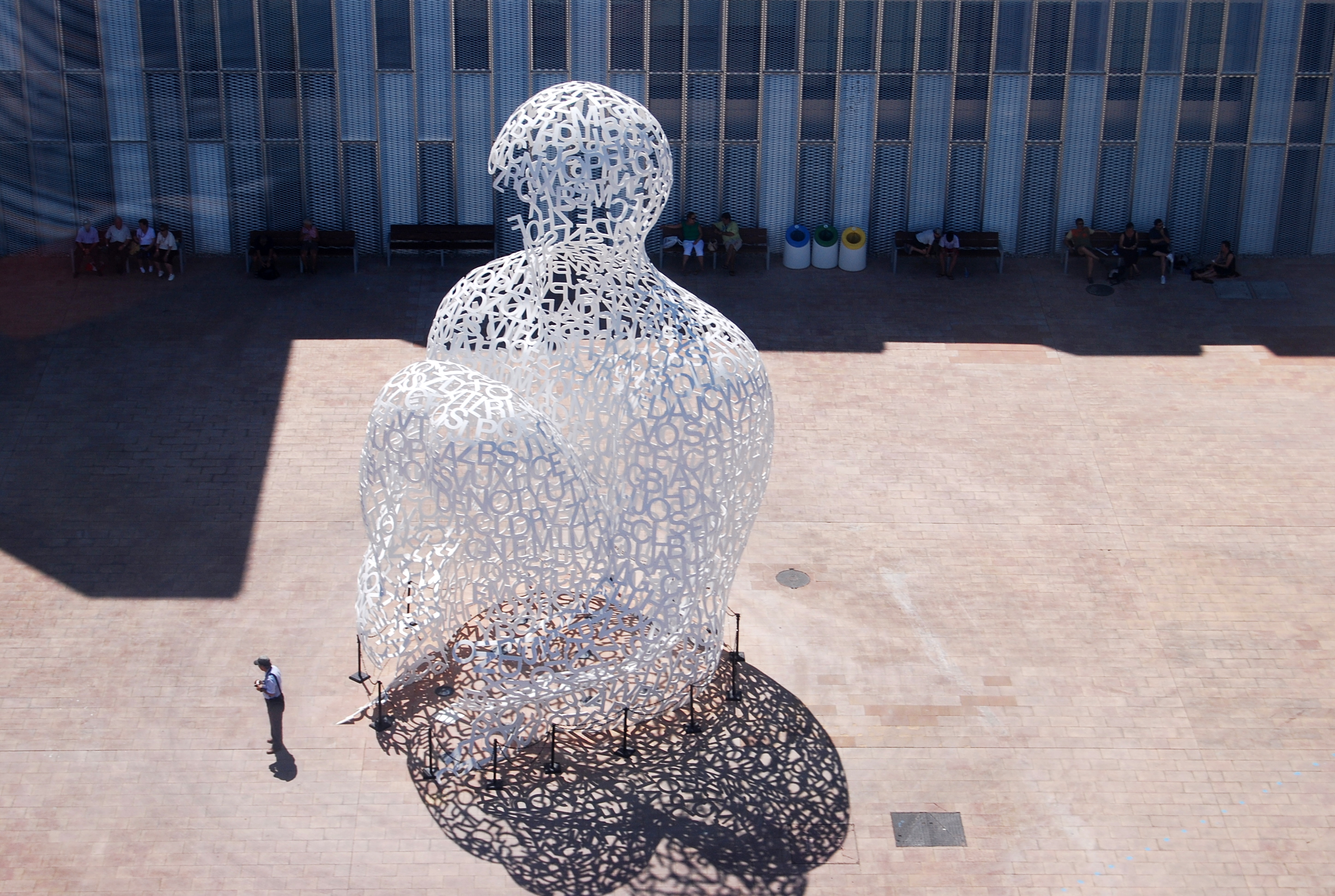
El alma del Ebro, Saragoça, Aragão

Em 2007, trabalhando em estreia colaboração com um grupo de ex-mineiros do local, também foi contratado para criar um novo trabalho no marco de uma antiga mina de carvão, perto de St. Helens, Merseyside, Inglaterra, como parte do "Grande Projeto de Arte" (Big Art Project), uma importante iniciativa nacional de arte pública ligada ao Channel 4. Revelada na primavera de 2009, o Dream (em português:  sonho) consiste em uma estrutura branca alongada vinte metros (66 pés) de altura, pesando quinhentas toneladas, que tem sido esculpida para assemelhar-se a cabeça e o pescoço de uma mulher jovem com os olhos fechados na meditação. A escultura é revestida em cintilante branca com dolomita espanhola, como contraste com o carvão que costumava ser extraído ali.
No dia 16 de junho de 2008, a escultura Breathing (en) de Jaume foi dedicada pelo secretário-geral das Nações Unidas, Ban Ki-moon, como um memorial a jornalistas assassinados enquanto exerciam seus trabalhos. A escultura em aço e vidro fica no topo de uma nova ala do Broadcasting House, em Londres. Todas as noites, às 22:00 (horário de Brasília), um feixe de luz estará projetado da escultura estendendo um quilômetro para o céu por trinta minutos para coincidir com a BBC News at Ten.
A escultura moderna de Plensa, El alma del Ebro, foi criada para a Exposição Internacional de Saragoça, cujo tema foi "água e desenvolvimento sustentável". É onze metros de altura com letras esculpidas representando as células do corpo humano que tem mais de sessenta por cento de água. Suas letras brancas de aço e estrutura oca convidam o espectador a olhar por dentro e refletir a relação entre os seres humanos e a água. Uma escultura semelhante intitulada Singapore Soul (em português:  Alma de Singapura) foi instalada em 2011 em frente ao Ocean Financial Centre [en], em Singapura.
De maio a meados de agosto de 2011, o trabalho de Echo foi exibido no Madison Square, em Manhattan.
Em novembro de 2012, a Galeria de Arte Albright-Knox [en] em Buffalo, Nova Iorque, revelou uma escultura de trinta e dois toneladas, obra de Plensa, intitulada "Laura". A escultura, que tem altura de vinte pés (6,1 metros), possui vinte peças maciças de mármore do sul da Espanha.

## Prêmios
- 1993: Ordem das Artes e das Letras pelo Ministério da Cultura da França
- 1996: Concedido pela Fundação Atelier Calder
- 1997: Prêmio Nacional de Artes pela Generalidade da Catalunha
- 2005: Investido Doutor Honoris Causa pela Escola do Instituto de Arte de Chicago
- 2009: Prêmio Marsh por excelência em escultura pública
- 2012: Prêmio Creu de Sant Jordi[12]
- 2012: Prêmio Nacional das Artes Plásticas[13]
- 2013: Prêmio Nacional de Arte Gráfica[13]
- 2013: Prêmio Velázquez das Artes Plásticas, pelo Ministério de Cultura da Espanha[13][14][15]